# ألفريدو فيليبي فوينتيس
ألفريدو فيليبي فوينتيس هو صحفي كوبي، ولد في 26 مايو 1949.